# Ursula Cotta
Ursula Cotta, geb. Schalbe (* um 1450 Ilfeld oder Eisenach; † 29. November 1511 in Eisenach), gilt als die Frau des Patriziers und Bürgermeisters zu Eisenach, Conrad Cotta. Sie hatte den jungen Martin Luther während seiner Schulzeit in der Georgenschule (einer Lateinschule) in Eisenach von 1498 bis 1501 aufgenommen und gefördert.

## Familienumfeld

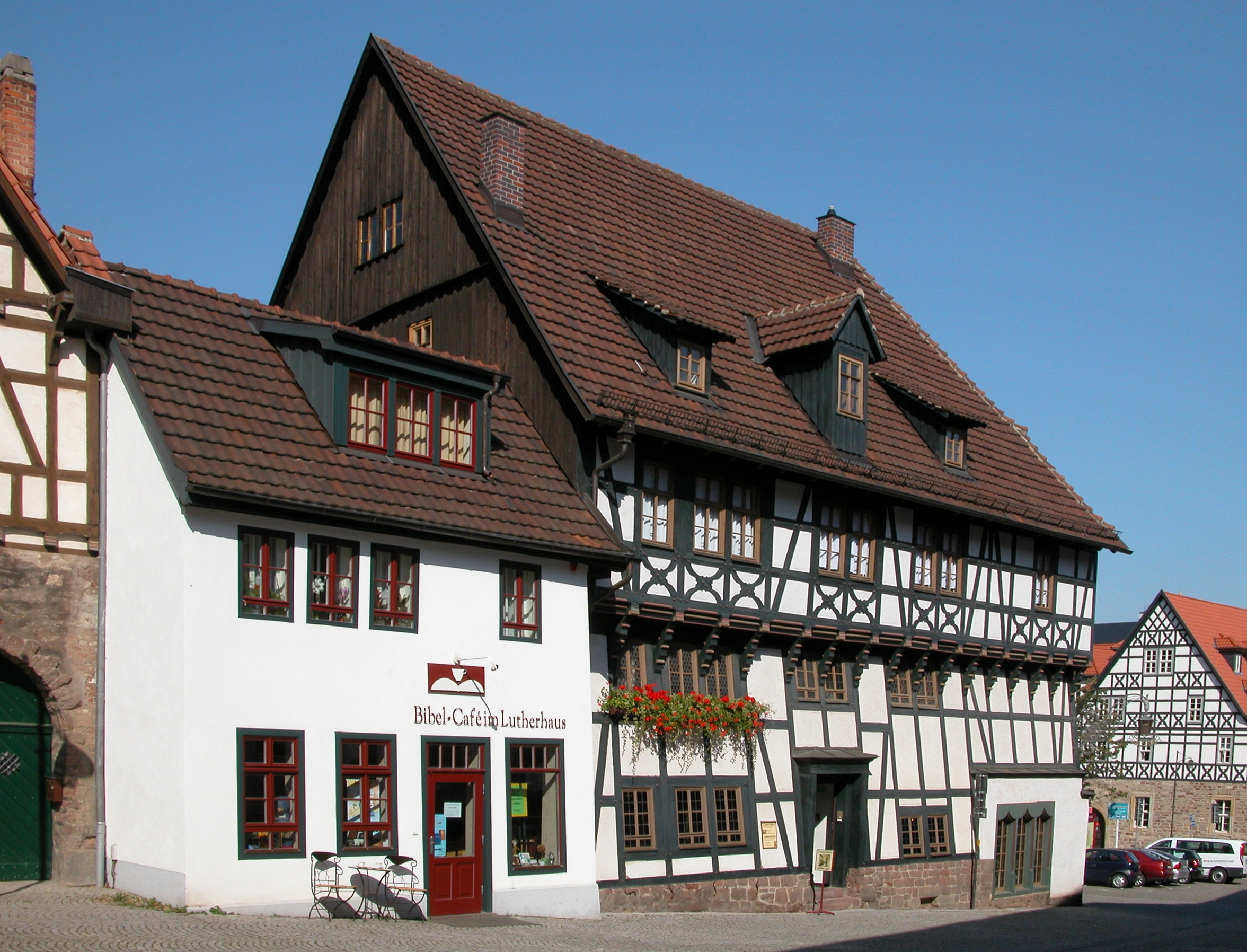
Wohnhaus der Familie Cotta in Eisenach. Lutherhaus, 2006

Ursulas Vater war Hans (auch: Heinrich) Schalbe, Gutsbesitzer zu Ilfeld und Bürgermeister in Eisenach von 1495 bis 1499. Die Schalbes waren eine alte Ratsfamilie, schon 1424 wird ein Hans Schalbe erwähnt. Bereits der Großvater Ursulas soll Bürgermeister in Eisenach gewesen sein. Ihre Mutter war die Angelika Schalbe, geborene Gelen.
Mit Conrad Cotta heiratete sie standesgemäß in eine angesehene Bürgerfamilie ein, deren Herkunft bis heute Gegenstand zahlreicher Mutmaßungen ist. Der Eisenacher Gelehrte Christian Franz Paullini verfasste 1694 eine Dissertation über die Cottas. Danach wurde die Familie angeblich von Kaiser Sigismund in der Bartholomäusnacht des Jahres 1420 zu Prag mit einem Adelsbrief ausgestattet. Auch sollen ihre Vorfahren dem Adel aus Mailand angehört haben. Paullini war gar der Ansicht, die Eisenacher Cottas stammten von den gleichnamigen römischen Adligen ab. Allerdings werden diese Aussagen bezweifelt. Es gibt mehrere Hinweise darauf, dass es sich bei dem Adelsbrief um eine Fälschung Paullinis und bei seiner Dissertation um eine Auftragsarbeit gehandelt hatte.
Sowohl Ursulas Sohn Johann Cotta der Ältere (* um 1465; † um 1524) als auch ihr Enkel Johann Cotta der Jüngere (* um 1490; † 15. März 1561) konnten studieren, waren Kämmerer, Weinmeister und stellten später selbst den Bürgermeister in Eisenach.

## Martin Luther und die Familie Cotta

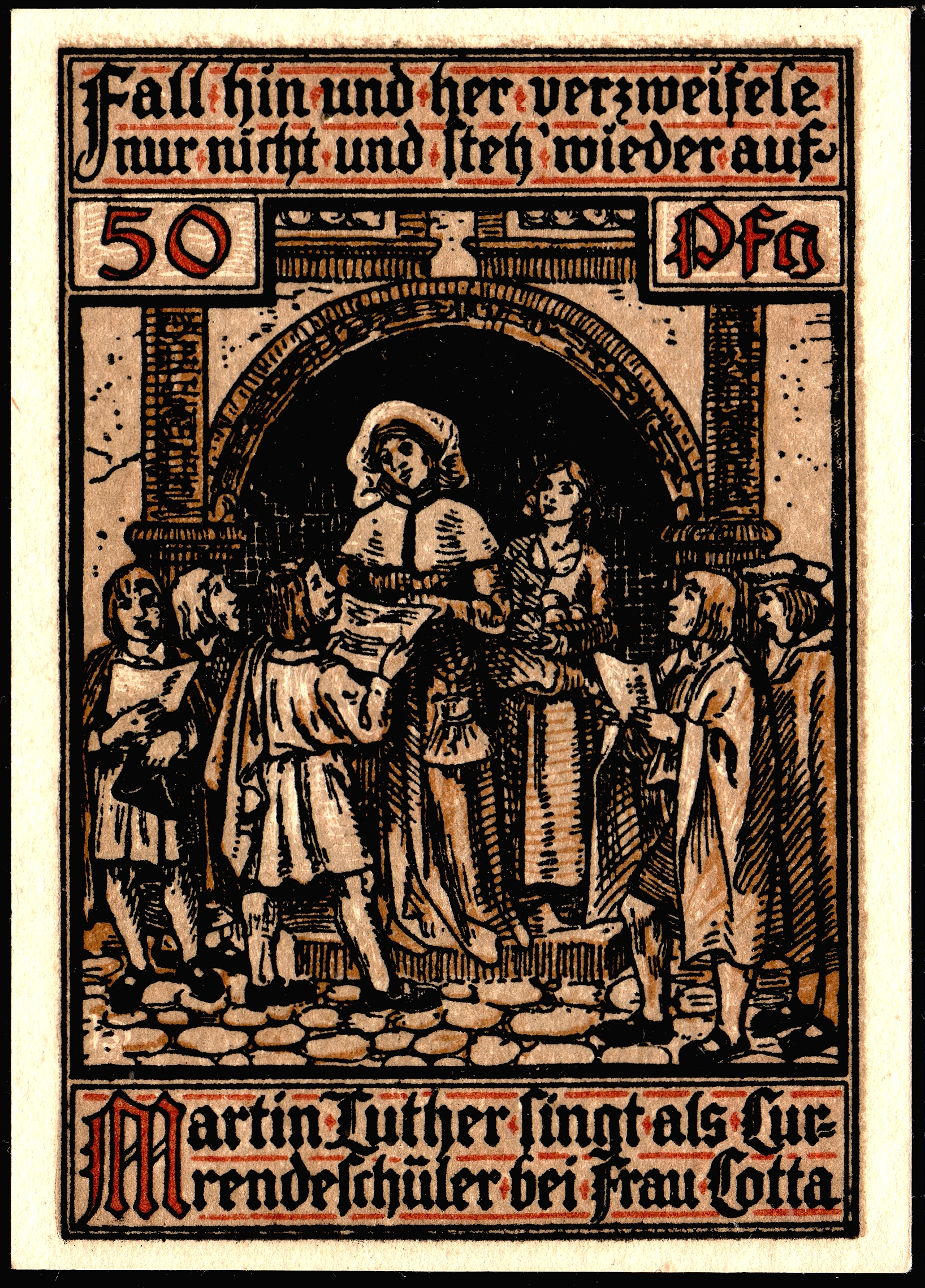
Notgeldschein der Stadt Eisenach von 1921: „Martin Luther singt als Currendenschüler bei Frau Cotta“

Luther kam 1498 nach Eisenach um sich auf sein Studium vorzubereiten. Kurze Zeit wohnte der junge Luther bei seinem Großonkel Konrad Hutter, dem Küster an St. Nikolai. Die Familie Hutters war arm, und so musste Luther als Kurrendensänger seinen Unterhalt bestreiten. Dabei begegnete er Ursula Cotta geborene Schalbe, Herbergswirtin und Ehefrau des Vierherrn Conrad Cotta. Sie bot ihm Unterkunft in ihrem Hause an, in welchem auch die Familie Schalbe lebte. Das Haus stand am heutigen Lutherplatz 8 in der Georgenvorstadt. Heinrich Schalbe war von 1495 bis 1499 Eisenacher Bürgermeister.
In seinen Gastfamilien nahm Luther am Collegium Schalbense teil, einer freien Vereinigung von Mönchen, vor allem aus dem ehemaligen Franziskanerkloster, und Bürgern, die eine eigene Frömmigkeit in Form einer Gebetsgemeinschaft und der Lektüre frommer Schriften übten. Bei Schalbe kam er auch in den Genuss eines Freitisches; als Gegenleistung erteilte er Nachhilfeunterricht für Cottas Sohn und Kaspar Schalbe, den Bruder Ursulas. Zudem nahm Luther an Treffen im Haus des Säkular- oder Leutpriesters und Stiftsvikars (des Marienstifts der Augustiner-Chorherren) Johannes Braun teil, bei denen gemeinsam musiziert, gebetet und über geistliche, aber auch humanistische Texte gesprochen wurde. Weitere Berührung mit der Musik und musikalischer Praxis fand der junge Luther im Gottesdienst der Georgenkirche, wo er im dortigen Chorus musicus sang.

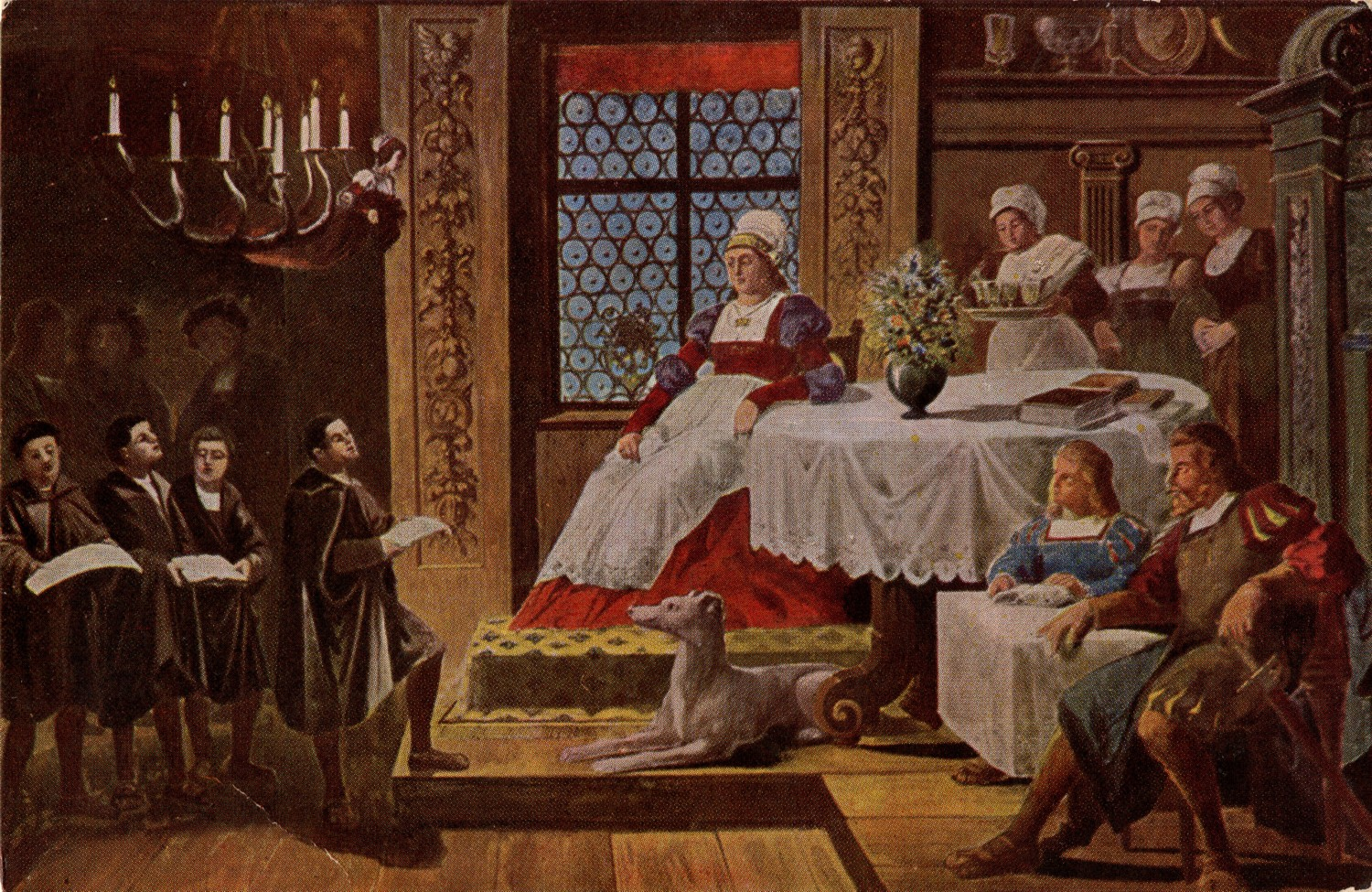
Luther als Kurrendeschüler vor Frau Cotta singend, Gemälde von Prof. Weiß

Martin Luthers Leibarzt, Matthäus Ratzenberger, berichtet, Luther habe bei Conrad Cotta „sein Herberge und Unterhalt gehabt“. Luther „fand Aufnahme in dem frommen Haus der Familie Cotta und seine tägliche Nahrung im Hause Schalbe, wo er als Gegenleistung den Sohn des Hauses bei den Schulaufgaben betreuen mußte. Unter dem Einfluß der Franziskaner spielte in den Häusern Cotta-Schalbe die spätmittelalterliche Frömmigkeit eine große Rolle, was nicht ohne Einfluß auf den jungen Martin blieb“.
Luthers Schüler Mathesius beschreibt Ursula Cotta als eine „andächtige“ Frau, die eine „sehnliche Zuneigung“ zu dem jungen Luther entwickelt habe. Und Luther selbst charakterisiert in einer seiner Tischreden seine Eisenacher „Wirtin“ wie folgt: „Es ist kein besser Ding auf Erden als Frauenliebe, wems mag werden.“
In einigen Lutherbiographien wird berichtet, Martin Luther sei der Ursula Cotta als Kurrendesänger aufgefallen und sie habe ihn wegen seines angenehmen Gesangs aufgenommen. Diese Annahme wird aus einer Predigt Luthers geschlossen, in der er ausführt: „Ich bin ein solcher Partekenhengst gewest und hab das Brot fur den Heusern genommen, sonderlich zu Eisenach, in meiner lieben Stadt“. Partekenhengste (Parteken – Partikel zum Lebensunterhalt) nannte man seinerzeit die Kurrendesänger, die vor den Häusern gegen kleine Gaben sangen, ein Brauch, der sich in manchen Gegenden erhalten hat und im Martinisingen bis heute weiterlebt.

## Das Eisenacher Lutherhaus

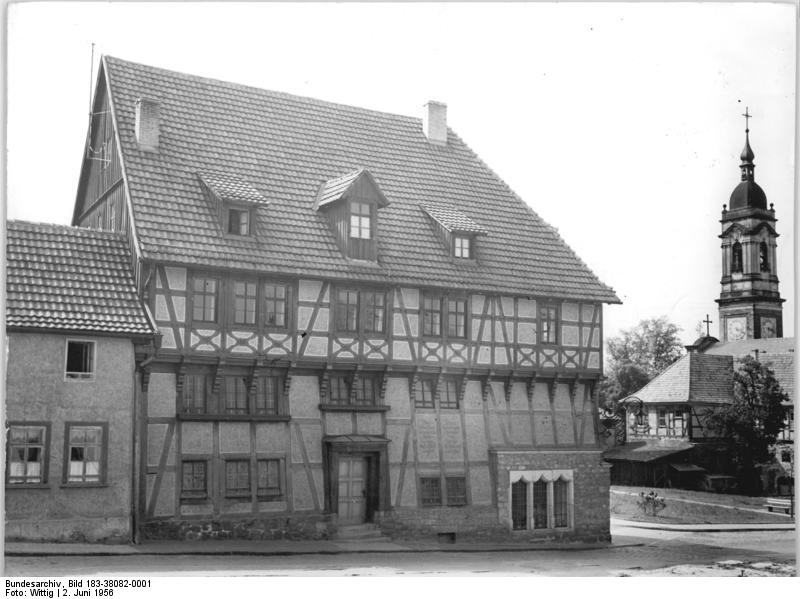
Das Lutherhaus in Eisenach 1956

Das Haus der Familie Cotta steht als das sogenannte Lutherhaus in der Nähe des Eisenacher Marktplatzes. Es ist eines der ältesten, heute noch erhaltenen Fachwerk-Häuser in Eisenach und steht für Besichtigungen offen. Es ist nicht belegt, ob es sich hierbei tatsächlich um das Haus handelt, in dem Martin Luther aufgenommen worden war. Christian Franz Paullini schreibt hierzu in seiner Dissertation: „Einige berichten, die vorerwähnte Witwe habe in der Georgen-Vorstadt gewohnt, andere behaupten, dass ihr Haus am Georgplatz stand, wo später Johann Ernst, Fürst von Sachsen, seine Wohnung hatte. Es ist ebenso gut möglich, dass Luther in der Vorstadt gewohnt hat wie am Georgsplatz, aber die Currendeschüler werden damals nicht in der Vorstadt herumgelaufen sein, zumal auch Frau Cotta als reiche alte Dame innerhalb der Mauern gewohnt haben wird.“

## Ursula-Cotta-Heim
Ab 1949 existierte in Eisenach ein der Thüringischen Landeskirche unterstelltes Schülerpensionat, das nach Ursula Cotta benannt war. Das Heim war die Fortführung eines bereits 1940 von der Pfarrwitwe Frieda Rausch eingerichteten Heimes für Kinder aus bombengefährdeten Gebieten sowie Kinder politischer Häftlinge und befand sich bis 1959 im Mariental 24. Die Villa wurde ursprünglich vom Thüringer Industriellen Paul Reuß bewohnt und 1960 in eine Jugendherberge überführt.